# Campeonato Mundial de Polo de 1989
El Campeonato Mundial de Polo de 1989 fue la segunda edición del mundial de polo. Se desarrolló entre el 11 y el 20 de agosto de 1989 en la ciudad de Berlín, capital de Alemania. El campeón en esta edición fue la selección de Estados Unidos que venció en la final al conjunto de Inglaterra. Argentina venía a defender su título mundial, sin embargo tuvieron que conformarse con el tercer lugar, mientras que su vecino Chile alcanzó el cuarto lugar. Al conjunto local no le fue muy bien, quedando solo en el sexto lugar. La selección de Australia se ubicó en el último lugar, por segunda vez consecutiva, en tan solo dos ediciones. Los partidos se disputaron en el St. Moritz Polo Club.

## Posiciones
| Lugar | Selección      | Formación                                                         |
| ----- | -------------- | ----------------------------------------------------------------- |
| 1.º   | Estados Unidos | Julio Arellano, John Wigdahl Charles Bostwick, Horton Schwartz    |
| 2.º   | Inglaterra     | Alex Brodie, William Lucas James Lucas, Jason Dixon               |
| 3.º   | Argentina      | Javier Tanoira, Simon De Iriondo Guillermo Kemp, Matias MacDonugh |
| 4.º   | Chile          | Carlos Rabat, Felipe Iturrate Rodrigo Vial, Samuel Larraín        |
| 5.º   | Suiza          | Mario Zindel, Diego Pando Rafael Pando, Reto Gaudenzi             |
| 6.º   | Alemania       | Jo Schneider, Gerhard Hölter Michael Keuper, Alexander Schwarz    |
| 7.º   | Francia        | Eric Mayer, Eric Bourhis Jean de Ganay, Yvan Guillermin           |
| 8.º   | Australia      | James Ashton, Tim Boyd John Tait, David Austin                    |

### Final
Estados Unidos – Inglaterra 7-6